# Самарщина
Сама́рщина — село в Україні, у Кобеляцькій міській громаді Полтавського району Полтавської області. Населення становить 246 осіб.

## Географія
Село Самарщина знаходиться на відстані 1,5 км від сіл Іванівка та Павлівка. До села примикає велике болото.

## Історія
12 червня 2020 року, відповідно до розпорядження Кабінету Міністрів України № 721-р «Про визначення адміністративних центрів та затвердження територій територіальних громад Полтавської області», село увійшло до складу Кобеляцької міської громади.
19 липня 2020 року, в результаті адміністративно - територіальної реформи та ліквідації Кобеляцького району, село увійшло до складу новоутвореного Полтавського району Полтавської області.

## Населення

### Мова
Розподіл населення за рідною мовою за даними перепису 2001 року:
| Мова       | Кількість | Відсоток |
| ---------- | --------- | -------- |
| українська | 240       | 97.56%   |
| російська  | 5         | 2.03%    |
| румунська  | 1         | 0.41%    |
| Усього     | 246       | 100%     |

## Відомі люди
В селі похований Вільковський Володимир Вікторович (1983—2014) — старший солдат Збройних сил України, учасник російсько-української війни.